# Урбаш (перевал)
Урбаш, Ор-Баш (тюрк. Urbaş) — перевал высотой 400 м по дороге 35К-005 из Судака в Щебетовку. 

## Описание
Дорога идёт на юго юго запад между хребтом Эчки-Даг и хребтом-отрогом горы Урбаш (654 м). Расположен между километровыми отметками 208/28 и 209/27. На водоразделе бассейна рек Отузка и Коз. К юго-западу расположен перевал Синор. Этимология названия: тюрк. баш — голова, ор — ров — верховье рва.
Места пешеходного туризма. В 100 м к югу от перевала дорогу пересекает Крымская тропа. С перевала также начинается пешеходная тропа на хребет Эчки-Даг.

## История
Согласно труду Петра Симона Палласа «Наблюдения, сделанные во время путешествия по южным наместничествам Русского государства в 1793—1794 годах» в конце XVIII века дорога, как таковая, имелось на участке от Судака на Таракташ, далее через перевал Синор на Козы, через перевал Урбаш на Отузы и до далее Феодосии:
Две дороги ведут в Кооз. Самая удобная для экипажей проходит по поперечной долине, идущей от деревни Таракташ, между горой этого имени и следующей — Сары-кая с скалистым гребнем и Токлук-Сыртом в значительном расстоянии от моря, поднимаясь между гор близ источника, окруженного камнями, пересекая пласт брекчии и, наконец, достигнув обратной долины, круто спускающейся к Коозу… Дорога, идущая в Отууз, продолжающая экипажную, названную выше, начавшуюся от Таракташа, становится опасной для экипажей на перевале следующих крутых гор. Татары, однако, по ней проезжают в своих двухколесных арбах потому, что их волы привычны к крутым спускам. Эта дорога проходит, поднимаясь по долине выше Кооз… через скалистый гребень Порсук-кая… а с высшей точки гребня скалы дорога спускается тут же по стороне скалистой, чрезвычайно глубокой лесистой долины… от Отууз… лучшая дорога идет на север, вокруг подошвы этой большой горы.